# الور، ناندد
الور، ناندد (به انگلیسی: Alur, Nanded) یک منطقهٔ مسکونی در هند است که در مهاراشترا واقع شده‌است.

## خصوصیات
الور ۲٬۶۶۹ نفر جمعیت دارد و ۳۵۸ متر بالاتر از سطح دریا واقع شده‌است.